# Sheathia
Sheathia, rod crvenih algi iz porodice Batrachospermaceae, dio reda Batrachospermales. Postoji 23 priznatih vrsta a tipična je slatkovodna alga S. boryana.
Rod je opisan 2014.

## Vrste
1. Sheathia abscondita Stancheva, Sheath & M.L.Vis
2. Sheathia americana Salomaki & M.L.Vis
3. Sheathia arcuata (Kylin) Salomaki & M.L.Vis
4. Sheathia assamica Necchi, J.A.West, E.K.Ganesan & Yasmin
5. Sheathia boryana (Sirodot) Salomaki & M.L.Vis
6. Sheathia californica Stancheva, Sheath & M.L.Vis
7. Sheathia carpoinvolucra (Sheath & M.L.Vis) Salomaki & M.L.Vis
8. Sheathia confusa (Bory) Salomaki & M.L.Vis
9. Sheathia dispersa Necchi, J.A.West, E.K.Ganesan & S.K.Rai
10. Sheathia exigua Salomaki & M.L.Vis
11. Sheathia fluitans (Kerner) Salomaki & M.L.Vis
12. Sheathia grandis Salomaki & M.L.Vis
13. Sheathia heterocortica (Sheath & K.M.Cole) Salomaki
14. Sheathia indonepalensis Necchi, J.A.West, E.K.Ganesan, S.K.Rai & F.Yasmin
15. Sheathia involuta (M.L.Vis & Sheath) Salomaki & M.L.Vis
16. Sheathia jiugongshanensis J.-F.Han,, F.-R.Nan & S.L.Xie
17. Sheathia longipedicellata (D.Hua & Z.X.Shi) J.-F.Han, F.R.Nan, J.Feng, J.P.Lv, Q. Liu, Kociolek & S.L.Xie
18. Sheathia murpheyi A.L.Szinte, J.C.Taylor & M.L.Vis
19. Sheathia plantuloides M.L.Vis
20. Sheathia qinyuanensis J.Han, F.Nan & S.Xie
21. Sheathia shimenxiaensis J.-F.Han, F.-R.Nan & S.-L.Xie
22. Sheathia transpacifica M.L.Vis
23. Sheathia yoshizakii Mas.Suzuki & Kitayama